# ویلیام زابکا
ویلیام زابکا (انگلیسی: William Zabka) (متولد ۲۰ اکتبر ۱۹۶۵، برابر با ۲۸ مهر ۱۳۴۴) یک بازیگر آمریکایی که بیشتر برای بازی در نقش جانی لارنس در فیلم بچه کاراته‌کار (۱۹۸۴)، بچه کاراته‌کار قسمت دوم (۱۹۸۶) و سریال تلویزیونی کبرا کای (۲۰۱۸–اکنون) شناخته شده‌است. او در سال ۲۰۰۴، او نامزد جایزه اسکار برای نویسندگی و تهیه‌کنندگی فیلم کوتاه بیشترها شد.
او به عنوان مدیر تولید بر روی تعدادی از فیلم‌های سینمایی، از جمله فیلم چاک نوریس انتقام اجباری (۱۹۸۲) کار کرد. در سال ۱۹۸۳، زابکا از دبیرستانی در لس آنجلس فارغ التحصیل شد و برای مدت کوتاهی در دانشگاه ایالتی کالیفرنیا، نورتریج شرکت کرد و در رشته فیلم تحصیل کرد. او در سال ۲۰۰۸ با استیسی زابکا ازدواج کرد و صاحب دو فرزند شدند.

## حرفه بازیگری
نقش اصلی زابکا در اولین فیلمش، بچه کاراته‌کار (۱۹۸۴) بود. او نقش جانی لارنس، به عنوان ضدقهرمان اصلی فیلم در مقابل قهرمان فیلم با بازی رالف ماکیو را بازی کرد. او در آن زمان هیچ تمرینی در کاراته نداشت اما یک کشتی‌گیر ماهر بود. شرکت او در این فیلم الهام بخش او برای یادگیری هنر رزمی تانگ سو دو شد و بعداً کمربند سبز درجه دو را به دست آورد. در طول دهه ۱۹۸۰، زابکا در فیلم‌های کمدی فقط یکی از پسرها (۱۹۸۵)، بازگشت به مدرسه (۱۹۸۶) و داستان ببر(۱۹۸۸) ظاهر شد. 